# Paul Ellis
Paul Ellis (Buenos Aires; 6 de noviembre de 1896 - Mar del Plata, Provincia de Buenos Aires; 30 de enero de 1974), cuyo nombre real era Benjamin Ítalo José Ingenito Paralupi O'Higgins, fue un actor, guionista y productor de cine argentino con larga trayectoria en los Estados Unidos que también utilizó los nombres artísticos de Manuel Renaldo Granado, Manuel Granado y Manuel Granada.

## Carrera artística
Comenzó a trabajar en el cine de Estados Unidos antes de la llegada del sonido, y se convirtió en uno de los galanes de tipo latino de más éxito, filmando junto a estrellas del nivel de Mary Astor, Greta Garbo y Bela Lugosi, y continuó trabajando en el período del cine sonoro. 
Intervino, entre otros filmes, en Ninotchka (1939) dirigido por Ernst Lubitsch y en Serenata argentina (1940), una película protagonizada por Carmen Miranda que ocasionó reclamos diplomáticos. A mediados de la década de 1940 retornó a Argentina donde filmó varias películas, destacándose en La senda oscura (1947), El seductor (1950), Stella Maris (1953) y La telaraña (1954). Luego se radicó en la ciudad de Mar del Plata hasta su fallecimiento en 1974.

## Filmografía
Actor
- La Tierra del Fuego se apaga (1955)
- Se necesita un hombre con cara de infeliz...Dr. Prado (1954)
- El pescador de coplas (1954)
- La telaraña (1954)
- Stella Maris (1953)
- Rebelión en los llanos (1953)
- Derecho viejo (1951)
- Sacachispas (1950)
- El diablo de las vidalas (inédita) (1950)
- El seductor (1950)
- El precio de una vida (1947) …Desireux - De Sirick
- La senda oscura (1947)
- What's the matador? (1942) …Presentador
- Whistling in the Dark (1941) …Jefe de camareros
- Desperate Cargo (1941) …Marinero
- Too Many Blondes (1941) …Empleado de hotel
- Sangre y arena (1941) …Ortega
- They Met in Argentina (1941) …Gaucho
- Six Lessons from Madame La Zonga (1941) …Profesor de baile
- Serenata argentina (1940) Racetrack Official
- Arizona Gang Busters (1940) …Marinero Mario
- El rancho del pinar (1939) …Eduardo Pineda
- Nick Carter, Master Detective (1939) …Faber - Marinero
- Ninotchka (1939)
- Second Fiddle (1939) …Locutor de radio en español
- Papá Soltero (1939) …Cruz Ramos
- Es mi hombre (película)Es mi hombre (1939) Frank – Empleado de Ted
- Di que me quieres (1939) …Rafael
- California Frontier (1938) …Miguel Cantova
- El trovador de la radio (1938) …Doctor Marco Caballero
- Mis dos amores (1938) …El Chato
- Corsarios de Florida (1938) …Español
- Love Under Fire (1937) …Controlador
- Heroes of the Alamo (1937) …General Castrillón
- Marihuana (1936) …Tony Santello
- Fatal Lady (1936) …Cliente del café de París
- The House of a Thousand Candles (1936) …Agente
- Entre esposa y secretaria (1936) …Raoul
- Murder at Glen Athol (1936) …Tony Cosmato
- La última cita (1936)
- No matarás (1935)
- Never Too Late (1935) …Lavelle, el ladrón de joyas
- Rip Roaring Riley (1935) …Franko
- Tailspin Tommy in The Great Air Mystery (1935) …Enrico Garcia
- Captured in Chinatown (1935) …Zamboni
- Fighting Caballero (1935) …Marinero
- La indómita (1935) …Gigoló a bordo en 'Reckless' Number
- Public Opinion (1935) …Carlos Duran
- Timberesque (short)  (1935)
- Rumba (1935) …Camarero en el Café Elefante
- Women Must Dress (1935) …Raphael Mendoza
- Twenty Dollars a Week (1935)
- Tres Amores (1934) …Duque Carlos
- La viuda alegre (1934) …Bailarín
- Una noche de amor (1934) …Pinkerton en 'Madame Butterfly'
- La buenaventura (1934) …Príncipe Nikki
- The Woman Condemned (1934) …Dapper Dan
- Under Secret Orders (1933)
- Secret Sinners (1933)
- Laughing at Life (1933) …Oficial
- Dos noches (1933) …Pierre Duval
- Contraband (1933)
- Casada por azar (1932) …Vargas
- Contrabando (1932)
- Soñadores de gloria (1932)
- Hombres de mi vida (1932) …Conde Ivan Karloff
- El pasado acusa (1931) …Sanders
- The Common Law (1931) …Querido
- Su última noche (1931) …Roberto Rivarol
- Monerías (1931)
- La señorita de Chicago (1931) (cortometraje)
- La voluntad del muerto (1930) …Carlos
- Alma de Gaucho (1930) …Antonio
- Charros, gauchos y manolas (1930) Artista argentino
- In Old California (1929) …José
- El puente de San Luis Rey (1929) …Don Vicente
- La nueva generación (1929) …Pillo
- In Old Madrid (1929) (cortometraje)
- Sombras habaneras (1929) (versión en inglés)
- Una nueva y gloriosa nación (1928) …Balcarce
- Boda sin amor  (1927) …Stefani Blanco
- Tres horas de una vida (1927) …Gilbert Wainwright
- The Dancer of Paris (1926) …Cortez
- The Pace That Thrills (1925) …Torero
- El jazz-Band del follies (Pretty Ladies) (1925) …Warren Hadley
- The Bandolero (1924) …Ramón

Guionista
- Alma de Gaucho (1930) (argumento)